# Bruno Guse
Bruno Guse (ur. 13 lipca 1939 w Błahodatnem na Ukrainie) – wschodnioniemiecki bokser, medalista mistrzostw Europy i dwukrotny olimpijczyk.
Startował w wadze półśredniej (do 67 kg). Zdobył w niej brązowy medal na mistrzostwach Europy w 1959 w Lucernie, po trzech walk i przegranej w półfinale z Leszkiem Drogoszem. Startując we wspólnej reprezentacji Niemiec przegrał pierwszą walkę w tej kategorii z późniejszym srebrnym medalistą Jurijem Radoniakiem z ZSRR na igrzyskach olimpijskich w 1960 w Rzymie. Przegrał pierwszą walkę na mistrzostwach Europy w 1961 w Belgradzie, a na mistrzostwach Europy w 1963 w Moskwie odpadł w ćwierćfinale. Przegrał pierwszą walkę z późniejszym wicemistrzem Ričardasem Tamulisem z ZSRR na igrzyskach olimpijskich w 1964 w Tokio.
Był mistrzem NRD w wadze półśredniej w latach 1959–1964.